# Meurtres de Noel et Sophia Weckert
 (octobre 2022).
La mise en forme du texte ne suit pas les recommandations de Wikipédia : il faut le « wikifier ».
Les points d'amélioration suivants sont les cas les plus fréquents. Le détail des points à revoir est peut-être précisé sur la page de discussion.
- Les titres sont pré-formatés par le logiciel. Ils ne sont ni en capitales, ni en gras.
- Le texte ne doit pas être écrit en capitales (les noms de famille non plus), ni en gras, ni en italique, ni en « petit »…
- Le gras n'est utilisé que pour surligner le titre de l'article dans l'introduction, une seule fois.
- L'italique est rarement utilisé : mots en langue étrangère, titres d'œuvres, noms de bateaux, etc.
- Les citations ne sont pas en italique mais en corps de texte normal. Elles sont entourées par des guillemets français : « et ».
- Les listes à puces sont à éviter, des paragraphes rédigés étant largement préférés. Les tableaux sont à réserver à la présentation de données structurées (résultats, etc.).
- Les appels de note de bas de page (petits chiffres en exposant, introduits par l'outil «  Source ») sont à placer entre la fin de phrase et le point final[comme ça].
- Les liens internes (vers d'autres articles de Wikipédia) sont à choisir avec parcimonie. Créez des liens vers des articles approfondissant le sujet. Les termes génériques sans rapport avec le sujet sont à éviter, ainsi que les répétitions de liens vers un même terme.
- Les liens externes sont à placer uniquement dans une section « Liens externes », à la fin de l'article. Ces liens sont à choisir avec parcimonie suivant les règles définies. Si un lien sert de source à l'article, son insertion dans le texte est à faire par les notes de bas de page.
- La présentation des références doit suivre les conventions bibliographiques. Il est recommandé d'utiliser les modèles {{Ouvrage}}, {{Chapitre}}, {{Article}}, {{Lien web}} et/ou {{Bibliographie}}. Le mode d'édition visuel peut mettre en forme automatiquement les références.
- Insérer une infobox (cadre d'informations à droite) n'est pas obligatoire pour parachever la mise en page.

Pour une aide détaillée, merci de consulter Aide:Wikification.
Si vous pensez que ces points ont été résolus, vous pouvez retirer ce bandeau et améliorer la mise en forme d'un autre article.
 (novembre 2022).
Les meurtres de Noel Milton Weckert et de sa femme Sophia Janine Wecked ont eu lieu à deux endroits séparés sur la Bruce Highway, entre les villes de Rockhampton et Mackay dans le Queensland en Australie le 22 mars 1975. Au moment des meurtres, le couple se dirigeait vers le village d'Emu Park sur la côte du Capricorne, où Noel Weckert avait prévu de participer à un événement de parachutisme.
Ils avaient quitté Townsville l'après-midi précédent. Il est présumé qu'ils s'étaient arrêtés à côté de larivière Connors, entre les villes de Sarina et Marlborough, pour faire une courte, pause lorsque Noel Weckert a été abattu et Sophia Weckert enlevée.

## Meurtres

### Découverte du corps de Noel Weckert
Un chauffeur de camion découvre le corps de Noel Weckert aux alentours de 6 heures du matin le 22 mars 1975. Peu de temps après, la police a annoncé qu'on lui avait tiré dessus deux fois à bout portant entre 4 heures et 4h30 du matin, alors qu'il était toujours assis au volant de son véhicule à l'arrêt, sa ceinture de sécurité toujours attachée.

### La recherche de Sophia Weckert
Il n'y avait aucune trace de Sophia Weckert sur la scène de crime. La police a pensé qu'elle aurait pu être enlevée par l'assassin de son mari, et a donc commencé une recherche complète de la portion de l'autoroute s'étendant entre Townsville et Maryborough. Des barrages routiers ont été dressé dans l'espoir qu'elle soit toujours en vie.
Un vieux break gris et blanc, semblable à celui aperçu autour de la rivière Connors, a été vu traversant la frontière entre le Queensland et la Nouvelle-Galles du Sud à Wallangarra. Une recherche est ensuite menée dans la brousse voisine après la découverte d'une mare de sang, qui se révélera plus tard être celui d'une vache.
Un homme et une femme au volant d'un vieux break ont été arrêtés alors qu'ils étaient en train de voler du carburant dans une station-service de Brunswick Heads. Le bidon jaune qu'ils avaient laissé à Brunswick Heads ressemblait à un bidon utilisé par le couple le matin du meurtre, à trois kilomètres de l'endroit où le corps Noel Weckert a été découverté.
La police était de moins en moins convaincue que Sophia Weckert était encore en vie au fur et à mesure que le temps passait, et a pensé que son corps avait été jeté dans la rivière Connors. Des plongeurs de la police furent envoyés de Mackay pour rechercher les points d'eau le long de la rivière.

### Découverte du corps de Sophia Weckert
Le corps d'une femme fut retrouvé le 27 mars 1975. Il a rapidement pu être confirmé qu'il s'agissait de Sophia Weckert grâce à un dentiste de Townville, qui a pu l'identifier avec des radiographies dentaires.
C'est à Kennedy Creek, soit à environ trente kilomètres au nord de là où son mari avait été abattu, que le corps de Sophia Weckert a été retrouvé. Un homme de la ville de Sarina qui s'était arrêté sur l'autoroute à cause d'un souci de voiture a découvert le corps, qui se situait à une cinquantaine de mètres de l'aurotoute et gisait face contre terre. La police a déclaré que Sophia Weckert avait certainement reçu une balle dans le dos alors qu'elle tentait de s'enfuir.

## Enquête
Moins d'une semaine après le meurtre de Noel Weckert, la police a déclaré avoir un suspect : un évadé de prison qui avait été aperçu pour la dernière fois au volant d'un break Holden Belmont blanc de 1974 volé dans l'État de Victoria deux mois auparavant. Les forces de l'ordre ont ajouté qu'elles le croyaient armé et le soupçonnaient également d'avoir tenté de violer un ou une autostoppeuse le 14 mars 1975.
Après la découverte du corps de Sophia Weckert, la police a continué à rechercher un homme qui aurait "la taille d'un jockey" qui s'était échappé du centre correctionnel de Palen Creek près de Brisbane.
Le 30 mars 1975, la police a mené une descente tôt le matin dans une maison à Wavell Heights, après avoir repéré le break Holden Belmont à Caboolture. L'homme que la police croyait être celui qui s'était évadé de Palen Creek et qui aurait commis les meurtres de Noel et Sophia Weckert a été arrêté. La police a cependant confirmé peu de temps après qu'il était peu probable que de réelles accusations en relation avec les meurtres soient portées contre lui car son alibi le situait à Brisbane le jour du crime.
La police a confirmé qu'elle étendait également ses enquêtes au Territoire du Nord après que six hommes se sont échappés de la prison de Fannie Bay, gravement endommagée par le cyclone Tracy le 25 décembre 1974.
Le 1er avril 1975, le gouvernement du Queensland a annoncé qu'une récompense de 20 000 $ pour toute information conduisant à une condamnation pour les meurtres de Noel et Sophia Weckert avait été approuvée. Max Hodges, le Ministre de la Police, a confirmé que la récompense inclurait une grâce à tout complice non directement impliqué dans les infractions.

### Percée
En juin 1975, lorsqu'elle commence à interroger les deux détenus de la prison de Goulburn en Nouvelle-Galles-du-Sud, la police fait une percée. Un porte-parole de la police a déclaré que les deux hommes avaient fait "certains aveux".
Lors d'une comparution devant le tribunal central de Sydney, un magistrat a ordonné l'extradition des deux prisonniers, Raymond John Wylie (21 ans) et Maxwell John Harper (24 ans), vers le Queensland pour y faire face à des accusations de meurtre.
Auparavant, Janice Christine Anne Payne, une jeune fille de 17 ans de George Town, en Tasmanie, avait également reçu une ordonnance d'extradition lors d'une comparution devant le tribunal de Launceston après avoir été accusée du meurtre de Noel Weckert.

## Comparutions initiales devant le tribunal
Maxwell John Harper, Raymond John Wylie et Janice Christine Anne Payne ont tous comparu devant le tribunal de première instance de Mackay le 9 juillet 1975 et ont été accusés des meurtres. Tous trois furent renvoyés en détention provisoire.
La procédure d'incarcération a commencé à Mackay le 5 septembre 1975. Au cours de cette procédure, l'avocat de la défense de Wylie s'est plaint que Wylie et Harper avaient été menottés ensemble et a demandé qu'ils ne soient pas menottés. Le magistrat a refusé et a déclaré que les deux hommes resteraient menottés tout au long de la procédure.
Le cinquième jour de la procédure d'incarcération, le magistrat a renvoyé Wylie, Harper et Payne pour qu'ils soient jugés pour les meurtres de Noel et Sophia Weckert Le magistrat les a formellement accusés d'avoir assassiné Noel Miltern Weckert à Connors River le 22 mars 1975 et d'avoir assassiné Sophia Janine Weckert à Kennedy Creek plus tard le même jour. Tous les trois ont plaidé non coupables des meurtres.

## Procès
Deux procès séparés ont eu lieu à Rockhampton pour les meurtres de Noel et Sophia Weckert.

### Premier procès
Le procès pour le meurtre de Noel Weckert a commencé devant la Cour suprême de Rockhampton le 26 février 1976. Il a duré deux semaines,,
Quatre heures de délibération furent nécessaires au jury avant qu'il puisse rendre ses verdicts. Raymond John Wylie futt reconnu coupable du meurtre de Noel Weckert. Maxwell John Harper et Janice Christine Anne Payne furent reconnus coupables d'homicide involontaire. Wylie a été condamné à la réclusion à perpétuité, et Harper et Payne à sept ans de prison.

### Second procès
Le procès pour le meurtre de Sophia Weckert a eu lieu à Rockhampton en février 1977. Après avoir entendu les preuves, le jury a délibéré pendant cinq heures avant de rendre son verdict le 23 février 1977.
Raymond John Wylie et Maxwell John Harper ont tous deux été reconnus coupables du meurtre de Sophia Weckert. Janice Christine Anne Payne a été reconnue coupable d'homicide involontaire. Wylie et Harper ont été condamnés à la réclusion à perpétuité, Payne à dix ans d'emprisonnement, en partie en même temps que les sept ans qu'elle avait reçus lors du procès précédent.

### Appels
Harper et Payne ont fait appel de leurs condamnations respectives pour le meurtre et l'homicide involontaire de Sophia Weckert, mais leurs appels ont été rejetés à l'unanimité par la Cour d'appel pénale du Queensland en mai 1977.
Payne a ensuite demandé une autorisation spéciale en novembre 1978 pour faire à nouveau appel de sa condamnation pour homicide involontaire, mais sa demande a été rejetée à l'unanimité par la Full High Court.

## Problèmes de sécurité sur l'autoroute Bruce
Les meurtres de Noel et Sophia Weckert ont suscité des inquiétudes du public quant à la sécurité de Bruce Highway, en particulier sur le tronçon de l'autoroute qui s'étend entre Marlborough et Sarina. Les herbagers des propriétés entre Rockhampton et Mackay ont appelé à une meilleure protection policière à la suite de nombreux incidents violents.
Après les rapports sur le meurtre de Noel Weckert, le ministre du Développement du Nord, Rex Patterson, a déclaré publiquement qu'il voyageait toujours le long de l'autoroute avec un fusil chargé pour assurer sa propre protection. C'était une déclaration similaire à celle qu'il avait faite à l'origine en 1967, dans laquelle il avait dit que le tronçon de route entre Marlborough et Sarina devenait réputé comme "l'allée de la mort" en raison de la fréquence des meurtres, des fusillades et des embuscades.
En réponse à ces préoccupations, la police de Rockhampton a déclaré avoir reçu l'ordre de maintenir des patrouilles pendant au moins dix-huit heures par jour sur l'autoroute entre Marlborough et Sarina. Un policier serait envoyé à Marlborough pour patrouiller sur l'autoroute entre Marlborough et Lotus Creek, tandis qu'un autre policier de Sarina patrouillerait dans la section nord.
En raison de la fréquence élevée de la criminalité, l'autoroute a également reçu le surnom de "The Badlands". L'autoroute entre Marlborough et Sarina a été réalignée en 1982, et la route goudronnée qui avait servi d'autoroute Bruce au moment des meurtres de Weckert est maintenant connue sous le nom de Marlborough-Sarina Road.